# Prefectura de Vientián
La Prefectura de Vientiane (en laosiano: ວຽງຈັນ) es una prefectura (kampheng nakhon) de Laos, localizada en el noroeste del país. La capital del país, Vientián, está localizada en la prefectura. Esta fue creada en 1989, cuando fue separada de la Provincia de Vientián.

## Distritos
Los siguientes nueve distritos conforman la subdivisión interna de la Prefectura de Vientián:
- Chanthabuly
- Hadxayfong
- Mayparkngum
- Naxaithong
- Sangthong
- Sikhottabong
- Sisattanak
- Xaysetha
- Xaythany

## Demografía
La Prefectura de Vientián posee una superficie de 3.920 kilómetros cuadrados que albergan a una población de 692.900 personas (según cifras del censo del año 2004). La densidad poblacional es de 176 habitantes por cada kilómetro cuadrado.
- Datos: Q390377
- Multimedia: Vientiane Prefecture / Q390377